# Dias Caires
Yahenda Joaquim Caires Fernandes, meglio noto come Dias Caires (Angola, 18 aprile 1978), è un ex calciatore angolano, di ruolo difensore.

## Nazionale
Esordisce in nazionale nel 2001.